# تصفيات دوري أبطال إفريقيا للسيدات 2021
بدأت التصفيات لبطولة دوري أبطال إفريقيا للسيدات 2021 في 24 يوليو 2021 في اتحاد شمال أفريقيا لكرة القدم ومنطقة اتحاد غرب إفريقيا لكرة القدم أ وانتهت في 4 سبتمبر 2021 في اتحاد كرة القدم لجنوب إفريقيا.
مراحل التصفيات تمت ضمن 6 اتحادات فرعية تابعة للاتحاد الإفريقي لكرة القدم. في نهاية التصفيات، تم تقليص الفرق المؤهلة إلى 8 فرق نهائية التي كانت ستتقدم بعد ذلك إلى مرحلة المجموعات من هذا الإصدار من البطولة، والتي أقيمت عبر ملعبين في القاهرة، مصر من 5 إلى 19 نوفمبر 2021. هذه الفرق كانت مكونة من فريق فائز واحد من كل بطولات التأهيل للاتحادات الفرعية في الاتحاد الإفريقي لكرة القدم (منطقة اتحاد غرب إفريقيا لكرة القدم مقسمة إلى منطقتين)، الفريق الفائز بالدوري في بلد الاستضافة و، في هذا الإصدار فقط، فريق إضافي من الاتحاد الفرعي لبطلات كأس أمم إفريقيا لكرة القدم للسيدات 2018.

## الفرق
كل الفرق المشاركة تأهلت لمنافسات التأهيل الفرعي عبر الفوز بألقاب الدوري الوطني الخاصة بها وتم قبول طلبات تراخيص الأندية الخاصة بها من قبل الاتحاد الأفريقي لكرة القدم. شاركت فرق من إجمالي 33 (من أصل 54) دولة على الأقل في هذه النسخة الأولى من التصفيات.
| المناطق                       | المناطق                       | الفرق                     | الفرق                       | الفرق                     | الفرق                               |
| ----------------------------- | ----------------------------- | ------------------------- | --------------------------- | ------------------------- | ----------------------------------- |
| اتحاد شمال إفريقيا لكرة القدم | اتحاد شمال إفريقيا لكرة القدم | آفاق غليزان (الأول)       | وادي دجلةHNT (الأول)        | الجيش الملكي (الأول)      | الجمعية الرياضية لبنك الإسكان (1st) |
|                               |                               |                           |                             |                           |                                     |
| اتحاد غرب إفريقيا لكرة القدم  | A                             | سيفن ستارز (الأول)        | دترمين جيرلز (الأول)        | ايه إس ماندي (الأول)      | داكار ساكري كور (الأول)             |
| اتحاد غرب إفريقيا لكرة القدم  | B                             | قوات أرمية (الأول)        | أونز سورس دي جاجنوا (الأول) | هاساكس لايديز (الأول)     | إيه إس بوليس (الأول)                |
| اتحاد غرب إفريقيا لكرة القدم  | B                             | ريفرز آنجلز (الأول)       | أميز دو موندي (الأول)       |                           |                                     |
|                               |                               |                           |                             |                           |                                     |
| اتحاد وسط إفريقيا لكرة القدم  | اتحاد وسط إفريقيا لكرة القدم  | لوفيز مينبروف (الأول)     | إف سي إف أماني (الأول)      | مالابو كينغز (الأول)      | ميسيل إف سي (الأول)                 |
|                               |                               |                           |                             |                           |                                     |
| سيكافا                        | سيكافا                        | بي في بي بويينزي (الأول)  | نادي إف إي دي (الأول)       | سي بي إي (الأول)          | فيهيغا كوينز (الأول)                |
| سيكافا                        | سيكافا                        | ياي جوين ستار (الأول)     | سيمبا كوينز (الأول)         | ليدي دوفز (الأول)         | نيو جينيريشن إف سي (الأول)          |
|                               |                               |                           |                             |                           |                                     |
| كوسافا                        | كوسافا                        | دابل أكشن لايديز (الأول)  | مانزيني ووندريرز (الأول)    | إل دي إف إل إف سي (الأول) | تيرا ماجيك لايديز إف سي (الأول)     |
| كوسافا                        | كوسافا                        | ماميلودي صن داونز (الأول) | غرين بوفالوز (الأول)        | بلاك راينوس كوينز (الأول) |                                     |

الاتحادات التي لم تشارك بأي فريق:
- ليبيا
- غامبيا
- غينيا
- غينيا بيساو
- موريتانيا
- سيراليون
- بنين
- جمهورية إفريقيا الوسطى
- تشاد
- الكونغو
- ساو تومي وبرينسيب
- إرتريا
- رواندا
- الصومال
- السودان
- أنغولا
- جزر القمر
- مدغشقر
- مالاوي
- موريشيوس
- موزمبيق
- سيشل

## التأهل
أقامت كل اتحاد فرعي في الاتحاد الإفريقي لكرة القدم بطولة تأهيلية، بدءًا من اتحاد شمال إفريقيا لكرة القدم لمنطقة شمال إفريقيا واتحاد غرب إفريقيا لكرة القدم المنطقة أ لغرب إفريقيا وانتهاءً بالنهائي لمسابقة اتحاد جنوب إفريقيا لكرة القدم. تأهل الفائزون في هذه البطولات إلى مرحلة المجموعات في دوري أبطال إفريقيا للسيدات 2021 حيث انضموا إلى أبطال الدوري للدولة المضيفة وفريق آخر من الاتحاد الفرعي لأبطال كأس أمم إفريقيا للسيدات 2018.

### إتحاد شمال أفريقيا لكرة القدم
أُجريت قرعة هذه النسخة من التصفيات في 7 يوليو 2021، بينما أُقيمت المنافسة نفسها في الفترة من 24 إلى 30 يوليو في بركان (مدينة)، المغرب، وفاز بها ممثل الدولة المستضيفة، الجيش الملكي.
| م | الفريق                        | لعب | ف | ت | خ | أ.له | أ.ع | أ.ف | نقاط | التأهل          |      | FAR | AFR | ASB |
| - | ----------------------------- | --- | - | - | - | ---- | --- | --- | ---- | --------------- | ---- | --- | --- | --- |
| 1 | الجيش الملكي                  | 2   | 2 | 0 | 0 | 14   | 1   | +13 | 6    | مرحلة المجموعات |      | —   | 4–1 |     |
| 2 | آفاق غليزان                   | 2   | 1 | 0 | 1 | 4    | 5   | −1  | 3    |                 |      |     | —   | 3–1 |
| 3 | الجمعية الرياضية لبنك الإسكان | 2   | 0 | 0 | 2 | 1    | 13  | −12 | 0    |                 | 0–10 |     | —   |     |

### منطقة وافي أ
البطولة أُقيمت في منديلو، الرأس الأخضر من 24 إلى 30 يوليو مع تأهل اس ماند كَممثل لها بعد فوزه على اس داكار ساكريه-كويور في النهائي.
| م | الفريق                  | لعب | ف | ت | خ | أ.له | أ.ع | أ.ف | نقاط | التأهل          |     | نادي أي إس ماندي | نادي داكار القلب المقدس | نادي ديتيرمين جيرلز | سبعة نجوم |
| - | ----------------------- | --- | - | - | - | ---- | --- | --- | ---- | --------------- | --- | ---------------- | ----------------------- | ------------------- | --------- |
| 1 | نادي أي إس ماندي        | 3   | 2 | 1 | 0 | 10   | 2   | +8  | 7    | مرحلة المجموعات |     | —                | 4–0                     | 4–0                 |           |
| 2 | نادي داكار القلب المقدس | 3   | 2 | 0 | 1 | 4    | 6   | −2  | 6    |                 |     |                  | —                       |                     | 2–1       |
| 3 | نادي ديتيرمين جيرلز     | 3   | 1 | 0 | 2 | 3    | 6   | −3  | 3    |                 |     | 1–2              | —                       |                     |           |
| 4 | سبعة نجوم               | 3   | 0 | 1 | 2 | 3    | 6   | −3  | 1    |                 | 2–2 |                  | 0–2                     | —                   |           |

### اتحاد غرب إفريقيا المنطقة ب
البطولة أقيمت في ماركوري، ساحل العاج من 24 يوليو إلى 5 أغسطس 2021 حيث برزت هاساكاس سيدات كممثلها بعد فوزها على ريفرز أنجلس 3–1 في النهائي.

#### دور المجموعات

##### المجموعة 1
| م | الفريق                      | لعب | ف | ت | خ | أ.له | أ.ع | أ.ف | نقاط | التأهل      |  | يو أس فورس أرمي | أكاديمية أميز دو موند أف سي | أونز سير دو غاغنوا |
| - | --------------------------- | --- | - | - | - | ---- | --- | --- | ---- | ----------- |  | --------------- | --------------------------- | ------------------ |
| 1 | يو أس فورس أرمي             | 2   | 2 | 0 | 0 | 3    | 1   | +2  | 6    | نصف النهائي |  | —               | 2–1                         |                    |
| 2 | أكاديمية أميز دو موند أف سي | 2   | 0 | 1 | 1 | 3    | 4   | −1  | 1    | نصف النهائي |  |                 | —                           | 2–2                |
| 3 | أونز سير دو غاغنوا          | 2   | 0 | 1 | 1 | 2    | 3   | −1  | 1    |             |  | 0–1             |                             | —                  |

##### المجموعة 2
| م | الفريق                      | لعب | ف | ت | خ | أ.له | أ.ع | أ.ف | نقاط | التأهل      |  | ريفرز أنجلز نادي كرة القدم | هاساكس ليديز نادي كرة القدم | أي إس بوليس |
| - | --------------------------- | --- | - | - | - | ---- | --- | --- | ---- | ----------- |  | -------------------------- | --------------------------- | ----------- |
| 1 | ريفرز أنجلز نادي كرة القدم  | 2   | 2 | 0 | 0 | 7    | 0   | +7  | 6    | نصف النهائي |  | —                          | 2–0                         |             |
| 2 | هاساكس ليديز نادي كرة القدم | 2   | 1 | 0 | 1 | 3    | 2   | +1  | 3    | نصف النهائي |  |                            | —                           | 3–0         |
| 3 | أي إس بوليس                 | 2   | 0 | 0 | 2 | 0    | 8   | −8  | 0    |             |  | 0–5                        |                             | —           |

#### مرحلة خروج المغلوب

##### نصف النهائي
| فريق 1                   | نتيجة | فريق 2                            |
| ------------------------ | ----- | --------------------------------- |
| القوات المسلحة الأمريكية | 0–2   | حساكس سيدات                       |
| ملائكة الأنهار           | 5–1   | أكاديمية أصدقاء العالم لكرة القدم |

##### مباراة المركز الثالث
| فريق 1                   | نتيجة | فريق 2                                     |
| ------------------------ | ----- | ------------------------------------------ |
| القوات المسلحة الأمريكية | 0–2   | أكاديمية أصدقاء العالم الأفريقي لكرة القدم |

##### النهائي
| فريق 1        | نتيجة | فريق 2       |
| ------------- | ----- | ------------ |
| هاساكاس ليديز | 3–1   | ريفيرز أنجلز |

### اليونيفاك
دورة التأهل لفرق اتحاد وسط وشرق أفريقيا لكرة القدم أقيمت من 1 إلى 29 أغسطس 2021. مع بروز مالابو كينغز كممثل للاتحاد بعد فوزه على إف سي إف أماني 5–1 في النهائي.

#### نصف النهائي
| الفريق الأول   | إجم. | الفريق الثاني | مباراة الذهاب | مباراة الإياب |
| -------------- | ---- | ------------- | ------------- | ------------- |
| لوفز مينبروف   | 0–4  | ملابو كينغز   | 0–3           | 0–1           |
| إف سي إف أماني | 3–2  | ميسيل إف سي   | 0–1           | 3–1           |

#### النهائي
| الفريق الأول | إجم. | الفريق الثاني  | مباراة الذهاب | مباراة الإياب |
| ------------ | ---- | -------------- | ------------- | ------------- |
| ملابو كينجز  | 5–1  | إف سي إف أماني | 4–1           | 1–0           |

### سيكافا
أُجريت قرعة تصفيات البطولة لفرق سيكافا (التي تحمل العلامة التجارية دوري أبطال سيدات سيكافا) في 8 يوليو 2021، بينما أُقيمت المنافسة نفسها في الفترة من 28 أغسطس إلى 9 سبتمبر في نيروبي، كينيا. وقد تأهل فريق الدولة المستضيفة، فيهيجا كوينز، كممثل عن سيكافا بعد فوزه على البنك التجاري لإثيوبيا (CBE) بنتيجة 2–1 في النهائي.

#### مرحلة المجموعات

##### المجموعة أ
| م | الفريق             | لعب | ف | ت | خ | أ.له | أ.ع | أ.ف | نقاط | التأهل             |  | SIM، LDW، PVP، FAD |
| - | ------------------ | --- | - | - | - | ---- | --- | --- | ---- | ------------------ |  | ------------------ |
| 1 | SIM، LDW، PVP، FAD | 0   | 0 | 0 | 0 | 0    | 0   | 0   | 0    | مرحلة خروج المغلوب |  | —                  |

##### المجموعة ب
| م | الفريق              | لعب | ف | ت | خ | أ.له | أ.ع | أ.ف | نقاط | التأهل             |  | نادي سي بي إي | فيهيغا كوينز | نادي ياي جوين ستارز | نادي الجيل الجديد |
| - | ------------------- | --- | - | - | - | ---- | --- | --- | ---- | ------------------ |  | ------------- | ------------ | ------------------- | ----------------- |
| 1 | نادي سي بي إي       | 3   | 3 | 0 | 0 | 24   | 3   | +21 | 9    | مرحلة خروج المغلوب |  | —             | 4–2          | 0–10                | 10–1              |
| 2 | فيهيغا كوينز (H)    | 3   | 2 | 0 | 1 | 21   | 4   | +17 | 6    | مرحلة خروج المغلوب |  |               | —            |                     |                   |
| 3 | نادي ياي جوين ستارز | 3   | 1 | 0 | 2 | 2    | 22  | −20 | 3    |                    |  |               | 0–11         | —                   | 2–1               |
| 4 | نادي الجيل الجديد   | 3   | 0 | 0 | 3 | 2    | 20  | −18 | 0    |                    |  | 0–8           |              | —                   |                   |

#### مرحلة خروج المغلوب

##### نصف النهائي
| فريق 1        | نتيجة        | فريق 2                |
| ------------- | ------------ | --------------------- |
| سيمبا كوينز   | 1–2          | فيهيغا كوينز          |
| نادي سي بي إي | 1–1 (5–3 ج.) | ليدي دوفز دبليو إف سي |

##### النهائي
| فريق 1       | نتيجة | فريق 2         |
| ------------ | ----- | -------------- |
| فيهيغا كوينز | 2–1   | سي بي إي إف سي |

### كوسافا
COSAFA نظمت بطولة تأهيلية لدولها تُعرف باسم دوري أبطال إفريقيا للسيدات كوسافا COSAFA Women's Champions League لتأهيل الفائزين فيها، والتي أُقيمت في 29 يوليو 2021 مع إقامة المسابقة نفسها في ملعب شوغر راي إكسولو في ديربان، جنوب إفريقيا من 26 إلى 31 أغسطس 2021. تم تقسيم الفرق الثمانية إلى مجموعتين من أربع فرق مع تقدم أفضل اثنين من كل مجموعة إلى مرحلة خروج المغلوب (نصف النهائي). ماميلودي صن داونز للسيدات ظهر كممثل COSAFA بعد فوزه على بلاك راينوس كوينز 3–0 في النهائي.

#### مرحلة المجموعات

##### المجموعة أ
| م | الفريق            | لعب | ف | ت | خ | أ.له | أ.ع | أ.ف | نقاط | التأهل             |  | MSL ،DAL، MW، LDF |
| - | ----------------- | --- | - | - | - | ---- | --- | --- | ---- | ------------------ |  | ----------------- |
| 1 | MSL ،DAL، MW، LDF | 0   | 0 | 0 | 0 | 0    | 0   | 0   | 0    | مرحلة خروج المغلوب |  | —                 |

##### المجموعة ب
| م | الفريق            | لعب | ف | ت | خ | أ.له | أ.ع | أ.ف | نقاط |  | بلاك راينوز كوينز | غرين بوفالوس | تورا ماجيك ليديز |
| - | ----------------- | --- | - | - | - | ---- | --- | --- | ---- |  | ----------------- | ------------ | ---------------- |
| 1 | بلاك راينوز كوينز | 2   | 2 | 0 | 0 | 5    | 0   | +5  | 6    |  | —                 |              |                  |
| 2 | غرين بوفالوس      | 2   | 1 | 0 | 1 | 1    | 2   | −1  | 3    |  | 0–2               | —            | 1–0              |
| 3 | تورا ماجيك ليديز  | 2   | 0 | 0 | 2 | 0    | 4   | −4  | 0    |  | 0–3               |              | —                |

#### مرحلة خروج المغلوب

##### نصف النهائي
| فريق 1                    | نتيجة | فريق 2          |
| ------------------------- | ----- | --------------- |
| بلاك راينوس كوينز         | 2–0   | دابل أكشن ليديز |
| ماميلودي صن داونز للسيدات | 1–0   | غرين بوفالو     |

##### النهائي
| فريق 1            | نتيجة | فريق 2                    |
| ----------------- | ----- | ------------------------- |
| بلاك راينوس كوينز | 0–3   | ماميلودي صن داونز للسيدات |

## روابط خارجية
- 2021 CAF Women's Champions League (archived) at CAFOnline.com